# Nathalia Edenmont
Nathalia Edenmont (née à Yalta, Ukraine, le 7 février 1970) est une photographe suédoise. Elle vit à Stockholm depuis 1991.

## Publications
- Nathalia Edenmont : still about life, Stockholm, Wetterling Gallery, 2005  (ISBN 9197532347)
- Watterling Gallery presents Nathalia Edenmont : Immortal : 7/6 2006 to 7/7/ 2006, Stockholm, Wetterling Gallery, 2006  (ISBN 9197613320)
- Nathalia EdenmNathalia ont : still born, Stockholm, Wetterling Gallery, 2008  (ISBN 9789197613415)
- Eternal : Nathalia Edenmont, Malmö, Bokförlaget Arena, 2011  (ISBN 9789178433551)